# Solarboot
Solarboote werden mit Strom aus Photovoltaik durch Sonnenenergie angetrieben. Der entstehende Strom wird in einem Akkumulator zwischengespeichert, um bei wechselnder Sonneneinstrahlung noch Energie zur Verfügung zu haben. Manchmal kann der Akkumulator zusätzlich über das Stromnetz aufgeladen werden, um die anfängliche Reichweite zu erhöhen. Teilweise ist ferner ein weiteres Antriebssystem, wie ein Segel oder ein Dieselmotor, verbaut für mehr Reichweite und Unabhängigkeit.
Die Photovoltaik muss eine größere Fläche aufweisen, deswegen sind solche Boote oft als breitere Katamarane ausgeführt.

## Beispiele
- Solgenia ein Forschungsschiff der Hochschule Konstanz
- Insel Mainau (Schiff) ein Fahrgastschiff